# Aelita
Aelita (en rus: Аэли́та, pronunciat [ɐɛˈlʲitə]), també coneguda com a Aelita: la reina de Mart, és una pel·lícula muda de ciència-ficció dirigida per Iàkov Protozànov i estrenada el 1924. Està basada en la novel·la homònima d'Aleksei Nikolàievitx Tolstoi publicada el 1923.
La pel·lícula explica la història d'un jove enginyer, Los, que viatja a Mart amb un coet que ell mateix ha construït. Al seu viatge l'acompanyen Gúsev, un exsoldat de l'Exèrcit Roig, i Kravtsov, un detectiu semiprofessional. Allà descobriran una civilització humanoide alienígena dirigida per Tuskub, un governador tirànic que explota al proletariat del planeta; també hi coneixeran la filla de Tuskub, Aelita, secretament enamorada de Los des que el va veure per un telescopi. Esperonats per Gúsev, i amb l'ajuda d'Aelita, tots tres inspiraran una revolta popular per derrocar a Tuskub i alliberar de la tirania al poble marcià mentre la relació amorosa entre Aelita i Los es consolida.

## Argument
Moscou, 1921. Un misteriós missatge que resa 'Anta Odeli Uta' arriba a diverses estacions de ràdio. Alguns bromegen afirmant que ve de Mart amb la intenció de provocar a Los (Nikolai Cereteli), un enginyer obsessionat amb la idea d'arribar al planeta vermell. Inspirat pel missatge, Los fantasieja amb un planeta habitat per una civilització estranya: a la seva fantasia hi apareixen Aelita (Iúlia Sólntseva), la Reina; Tuskub (Konstantin Eggert), el seu governador; i Ihoshka (Aleksandra Peregonets), la maliciosa serventa d'Aelita. Tots tres viuen en una societat regida per aristòcrates que condemnen els seus esclaus a una vida subterrània i que els congelen quan no els necessiten.
Natasha (Valentina Kuindzi), la muller de Los, és importunada per Erlich (Pàvel Pol), un seductor burgès d'abans de la revolució que ara s'ha reconvertit en un deshonest oficial menor. Erlich empra els seus contactes per robar una gran quantitat de sucre amb la intenció de revendre'l al mercat negre. Los, que ha vist Erlich festejant amb Natasha, però no ha vist com ella el rebutjava, s'engeloseix.
Seguint amb la seva fantasia, Los imagina que Aelita, a través d'un telescopi, observa la gent de la Terra i, en veure'l, se sent atreta per ell.
Spiridónov (també interpretat per Nikolai Cereteli), un enginyer intel·lectual amic de Los, és estafat per Erlich i desapareix. Kravtsov (Igor Ilinski), un detectiu semiprofessional que ha estat rebutjat per la policia, sospita que Spiridónov és el culpable del robatori del sucre i que per això ha desaparegut.
En un atac de gelosia, Los perd el control i mata a Natasha. Fent-se passar per Spiridónov - disfressat amb un perruquí, ulleres i barba falsa - s'amaga i planeja fugir a Mart amb un coet que ell mateix ha construït. Un amic seu, Gúsev (Nikolai Batalov), un exsoldat de l'Exèrcit Roig, acorda anar-hi amb ell. S'enlairen sense saber que Kravtsov, pensant-se que seguia a Spiridónov i sense adonar-se que entrava a una nau espacial, s'ha infiltrat al coet com a polissó. Quan se n'adonen, Los confon a Kravtsov traint-se la disfressa de Spiridónov.
Tots tres aterren a Mart. Tuskub ordena que els matin ignorant les súpliques d'Aelita perquè els perdoni. Kravtsov és capturat i portat davant de Tuskub que reclama que els soldats també arrestin els altres dos: Kravtsov és enviat a les coves dels esclaus. L'astrònom en cap visita Aelita i li diu on ha aterrat la nau de Los; Aelita instrueix a la seva serventa per assassinar l'astrònom. Tanmateix, la serventa és capturada abans que ho pugui fer i és condemnada a les coves dels esclaus. Gúsev, que ha començat a sentir-se a tret per la serventa, la segueix.
Aelita i Los finalment es troben i s'enamoren, encara que Los, ocasionalment, la veu com a Natasha, la seva muller. Ambdós són capturats i enviats a les coves.
Gúsev explica als esclaus marcians la revolució del seu país i els incita a la revolta sota el comandament d'Aelita. Tuskub és derrocat i l'exèrcit s'alinea amb Aelita, que els mana disparar als treballadors i els envia, de nou, a les coves; la seva intenció és governar Mart tota sola. Indignat, Los mata Aelita (veient-la com a Natasha quan ho fa).
De cop, tornem a ser a la Terra, on és clar que tot ha estat una il·lusió. Erlich és arrestat pel robatori del sucre i veiem un cartell que anuncia un fabricant de pneumpatics: 'Anta Odeli Uta'; el missatge de l'inici només era un anunci. Los no ha ferit ni ha matat a Natasha i ambdós es reconcilien. Ell crema el seu coet i promet que no tornarà a somiar despert.

## Importància històrica
Probablement Aelita és un dels primers llargmetratges de la història del cinema que parla dels vols espacials interplanetaris (més enllà dels curtmetratges inicials de Georges Méliès, com Le Voyage dans la Lune). La pel·lícula destaca pels seus escenaris marcians inspirats en el constructivisme rus i pel vestuari d'Aleksandra Ekster. La influència del film es pot apreciar en diverses creacions posteriors, com a les sèries de Flash Gordon dels anys 30, o la pel·lícula Metropolis de Fritz Lang.
Malgrat que inicialment la pel·lícula fou força popular a l'URSS, no es va veure gaire afavorida pel govern soviètic, que hi veia un posicionament ambigu en la defensa del model de vida soviètic, especialment després de la mort de Lenin i de la pujada al poder de Ióssif Stalin, motiu pel qual va ser una pel·lícula difícil de veure fins després de la Guerra Freda.

## Repartiment[1]
- Iúlia Sólntseva com a Aelita, Reina de Mart
- Igor Ilinski com a Kravtsov, detectiu aficionat
- Nikolai Cereteli, com a Enginyer Los i Eugeni Spiridónov, un altre enginyer
- Nikolai Batalov com a Gúsev, un soldat
- Vera Orlova com a Infermera Masha, parella de Gúsev
- Valentina Kuindzi com a Natasha Los, dona de l'Enginyer Los
- Pàvel Pol com a Víctor Erlich, especulador del sucre
- Konstantin Eggert com a Tuskub, Governador de Mart
- Jurii Zavadskii com a Gor, Guardià de la Torre d'Energia
- N. Tretjakova com a Ielena Erlich, dona de Víctor Erlich
- Aleksandra Peregonets com a Ihoshka, serventa d'Aelita